# ایشا چاولا
ایشا چاولا (انگلیسی: Isha Chawla)؛ (زادهٔ ۶ مارس ۱۹۸۸) بازیگر هندی است که بیشتر در فیلم‌های تلوگو ظاهر شده‌است. او اولین بازی خود را در فیلم من عشق می خوام (۲۰۱۲) انجام داد.

## دوران ابتدایی زندگی
ایشا چاولا در روز ۶ مارس ۱۹۸۸ در دهلی به دنیا آمد. او در رشته علوم سیاسی فارغ‌التحصیل شد و برای دنبال کردن حرفه بازیگری به یک گروه تئاتر در بمبئی پیوست.

## دوران شغلی
چاولا اولین بازی خود را در فیلم من عشق می خوام در مقابل بازیگر تازه‌کار آدی به کارگردانی کی. ویجایا باسکار انجام داد. او در فیلم پولا رانگادو و در مقابل نانداموری بالاکریشنا در فیلم سریمانارایانا، به بازیگری در نقش اول فیلم ادامه داد. در سال ۲۰۱۳، او در فیلم آقای داماد که باز ساخته‌ای از فیلم ازدواج تانو و مانو (۲۰۱۱) بود، نقش اصلی را بازی کرد. او قبل از اینکه اولین بازی خود را در سینمای کنادا در فیلم ویرات (۲۰۱۶) در برابر دارشان انجام دهد، در فیلم جامپ جیلانی (۲۰۱۴) نقش اصلی فیلم را بازی کرد.

## فیلم‌شناسی
| سال  | نام فیلم       | نقش   | نکات                                                    | مرجع.  |
| ---- | -------------- | ----- | ------------------------------------------------------- | ------ |
| ۲۰۱۱ | من عشق می خوام | پرما  | جایزه سینما ام ای ای برای بهترین چهره آینده دار - برنده | [ ۵ ]  |
| ۲۰۱۲ | پولا رانگادو   | آنیتا |                                                         | [ ۶ ]  |
| ۲۰۱۲ | سریمانارایانا  | بهانو |                                                         | [ ۷ ]  |
| ۲۰۱۳ | آقای داماد     | آنجلی |                                                         | [ ۸ ]  |
| ۲۰۱۴ | جامپ جیلانی    | مداوی |                                                         | [ ۹ ]  |
| ۲۰۱۶ | ویرات          | پریتی | فیلم کنادا                                              | [ ۱۰ ] |